# Afer de la Casa dels Canonges
L'Afer de la Casa dels Canonges és una anècdota protagonitzada pel president de la Generalitat Lluís Companys amb la seva aleshores amant Carme Ballester arran d'una discussió molt tensa de Companys amb Miquel Badia (el «capità Collons») que, en un moment donat, li comentà un assumpte de caràcter sexual de Carme. Companys, enfadat, va fer comprovacions amb un altre implicat en el delicat afer; llavors se'n van anar tots dos –ell i Ballester– a la Casa dels Canonges on, al llit que havia estat de l'anterior president Macià, feu jurar a Carme la seva fidelitat per sempre. La notícia es va escampar i quan la vídua i filla de Macià se'n van assabentar es van indignar. El qui fou més tard president de la Generalitat, Josep Tarradellas, es referia a aquest assumpte com la «Missa Negra» de la Casa dels Canonges.
Quan el 28 d'abril de 1936 Miquel Badia i el seu germà foren assassinats per pistolers de la FAI va córrer la veu que, si bé la mà que disparà era anarquista, potser algú havia facilitat les dades necessàries per actuar amb total impunitat (els qui podrien estar a l'ombra serien de l'entorn de Companys).